# Gary Megson
Gary John Megson (* 2. Mai 1959 in Manchester, Großbritannien) ist ein ehemaliger englischer Fußballspieler und heutiger Trainer. Er ist Sohn des ehemaligen Fußballspielers und -trainers Don Megson.

## Vereinskarriere
Der defensive Mittelfeldspieler war insgesamt für neun englische Vereine aktiv. Seine Profilaufbahn begann er als 18-Jähriger bei Plymouth Argyle in der dritten Liga, wo er von Offiziellen des FC Everton entdeckt wurde. In fast zwei Jahren konnte er sich in Liverpool jedoch nicht in der First Division durchsetzen und wechselte 1981 in die zweite Division zu Sheffield Wednesday, dem Verein, für den bereits sein Vater von 1959 bis 1969 aktiv gewesen war.
In Sheffield avancierte er schnell zum Stammspieler und war einer der Garanten für den Aufstieg der Owls 1984. In den drei Jahren bei Sheffield Wednesday stand er nur in drei Spielen nicht auf dem Platz. 1984 erhielt er einen Vertrag bei Nottingham Forest, wurde aber von Trainer Brian Clough nicht in der ersten Mannschaft eingesetzt und wurde nach wenigen Monaten ohne Erstligaspiel zu Newcastle United in die Second Division transferiert. Hier spielte er zunächst regelmäßig, konnte sich jedoch nach dem Aufstieg der Magpies nicht mehr in der ersten Mannschaft etablieren und ging im Dezember 1985 zurück zu seinem ehemaligen Verein in Hillsborough. Hier eroberte er sich wieder einen Stammplatz und absolvierte bis 1989 erneut mehr als 100 Ligaspiele für Sheffield.
Im Januar 1989 wechselte er in seine Heimatstadt zu Manchester City, mit dem er im Sommer in die First Division aufstieg und wo er dreieinhalb Spielzeiten blieb. Nächste Station war Norwich City, wo er in der ersten Premier-League-Saison 1992/93 seinen Anteil daran hatte, dass Norwich als Dritter erstmals in den UEFA-Pokal Einzug hielt. In seiner letzten Spielersaison bei den Canaries war er als Spieler auch Co-Trainer von John Deehan und übernahm kurzfristig dessen Posten, als er im Frühjahr 1995 zurücktrat. Doch Megson konnte Norwich nicht vor dem Abstieg retten.
Er verließ Norwich und war für jeweils zwei Einsätze als Spieler bei den unterklassigen Lincoln City und Shrewsbury Town, ehe er als Nachfolger von Martin O’Neill im November 1995 erneut Trainer in Norwich wurde.

## Trainerkarriere
Megson trainierte Norwich bis zum Ende der Saison 1995/96, wurde dann jedoch entlassen und durch Mike Walker ersetzt. 1996 übernahm er den Trainerjob beim Drittligisten FC Blackpool, den er bis zum Saisonende innehatte, ehe er wegen Krankheit in der Familie zurück nach Sheffield ging. Anschließend war er zwei Spielzeiten lang Trainer von Stockport County in der zweiten Liga, ehe er zu Stoke City wechselte. Hier wurde er jedoch nach kurzer Zeit entlassen, als ein isländisches Konsortium den Verein kaufte und den ehemaligen Nationaltrainer Islands, Guðjón Þórðarson, als Trainer einsetzte.
Zu Ende der Saison 1999/2000 übernahm Megson den Trainerjob bei Zweitligist West Bromwich Albion. Durch einen Sieg im letzten Saisonspiel rettete sich das Team vor der Relegation. In der folgenden Spielzeit führte er das Team bis in die Playoffs, und Ende der Saison 2001/02 stieg West Bromwich in die Premier League auf. Dabei gelang es Megson und seiner Mannschaft, den alten Rivalen aus der Nachbarstadt, Wolverhampton Wanderers, am Ende der Saison noch zu überholen, obwohl die Wolves bereits elf Punkte Vorsprung gehabt hatten. Dies brachte Megson den Titel Division-One-Trainer des Jahres ein. Nach einem Jahr stieg die Mannschaft zwar wieder ab, konnte in der Folgesaison jedoch erneut ins Fußballoberhaus einziehen. Nach einem schwachen Start in die Saison 2004/05 wurde er am 26. Oktober 2004 entlassen.
Im Januar 2005 wurde Megson Nachfolger von Joe Kinnear beim abstiegsbedrohten Zweitligisten Nottingham Forest, konnte jedoch das erstmalige Abrutschen des Traditionsverein in die Drittklassigkeit nicht mehr verhindern. Er sollte das Team in die Championship zurückführen, doch bis Januar 2006 war Forest der Abstiegszone näher als den Aufstiegsplätzen. Auf Druck der Fans trat er im Februar 2006 zurück.
Am 13. September 2007 gab der Vorstand von Zweitligist Leicester City die Verpflichtung von Gary Megson als allein in diesem Jahr fünften Mann auf dem Trainerposten des Clubs bekannt. Er betreute die Mannschaft jedoch nur in neun Spielen, ehe er ein Angebot des Premier-League-Clubs Bolton Wanderers annahm. Am 24. Oktober 2007 unterschrieb er in Bolton einen Zweieinhalbjahresvertrag. Am 30. Dezember 2009 gab der Verein bekannt, dass er Megson von seinen Pflichten freigestellt hat.
Nach über einem Jahr ohne Trainertätigkeit übernahm Gary Megson am 4. Februar 2011 den Trainerposten beim englischen Drittligisten Sheffield Wednesday. Der direkte Wiederaufstieg in die zweite Liga gelang dem Team auch unter ihm nicht, am Saisonende belegte Wednesday lediglich den fünfzehnten Tabellenplatz.
Am 29. Februar 2012 wurde Gary Megson, obwohl er mit seinem Team den dritten Tabellenplatz belegte, und gerade das prestigeträchtige Derby gegen den zweitplatzierten Sheffield United gewonnen hatte, entlassen. Chairman Milan Mandaric begründete den Schritt damit, er sähe das große Ziel, den Aufstieg, durch zuletzt schwankende Leistungen gefährdet.